# Leucostethus
Leucostethus is een geslacht van kikkers uit de familie pijlgifkikkers (Dendrobatidae). De groep werd voor het eerst wetenschappelijk beschreven door Grant, Rada, Anganoy-Criollo, Batista, Dias, Jeckel, Machado en Rueda-Almonacid in 2017.

## Soorten
- Leucostethus argyrogaster (Morales and Schulte, 1993)
  - = Colostethus argyrogaster Morales and Schulte, 1993
  - = Hyloxalus argyrogaster (Morales and Schulte, 1993)
- Leucostethus bilsa Vigle, Coloma, Santos, Hernandez-Nieto, Ortega-Andrade, Paluh, and Read, 2020
- Leucostethus brachistriatus (Rivero and Serna, 1986)
  - = Colostethus brachistriatus Rivero and Serna, 1986
- Leucostethus fraterdanieli (Silverstone, 1971)
  - = Colostethus fraterdanieli Silverstone, 1971
- Leucostethus fugax (Morales and Schulte, 1993)
  - = Colostethus fugax Morales and Schulte, 1993
- Leucostethus jota Marín-Castaño, Molina-Zuluaga, and Restrepo, 2018
- Leucostethus ramirezi (Rivero and Serna, 2000)
  - = Colostethus ramirezi Rivero and Serna, 200

Ameerega · 
Colostethus · 
Epipedobates · 
Leucostethus · 
Silverstoneia